# Exocentrus aureomaculatus
Exocentrus aureomaculatus là một loài bọ cánh cứng trong họ Cerambycidae.